# Hans Dersch
Hans F. Dersch (Alexandria, Virginia, 1967. december 25. –) olimpiai bajnok amerikai úszó. Mellúszás és vegyes váltó versenyszámokban indult.
Részt vett az 1992. évi nyári olimpiai játékokon Barcelónában. 4 × 100 méteres vegyes váltóban csak a selejtezőben úszott, a döntőben nem, ahol az amerikai csapat nyert, de így is megkapta az aranyérmet. 100 méteres mellúszásban 10. lett.
Az 1991. évi Pánamerikai Játékokon Havannában kettő aranyérmet szerzett. 100 méteres mellúszásban és 4 × 100 méteres vegyes váltóban tudott győzni.